# Първа опиумна война
Вижте пояснителната страница за други значения на Опиумна война.
Първата опиумна война, или Първата англо-китайска война, се провежда между Британската източноиндийска компания и династията Цин от 1839 до 1842 г. с цел принуждаване на Китай да разреши на Великобритания да внася опиум. Британците спечелват войната и в резултат на това спечелват и контрол върху Хонг Конг.

## Предистория
През 19 век търгуването със стока от Китай към Европа е много доходно, както за европейските, така и за китайските търговци. Но заради забрани от страна на династията Цин, съгласно които международната търговия е разрешена само в Кантон (Гуанджоу), продиктувано от императорската жажда за монопол заради евтината стока, която Британия внася и всеки китаец можел да си купува на ниска цена, както правели и индийците.
Преди 1821 г. Англия е главен вносител на сребро. Обаче след 1821, когато тя открива опиума, намалява вноса на сребро и увеличава производството на опиум основно в Британска Индия. Между 1821 и 1837 вносът на наркотици в Китай се увеличава 5 пъти, не зачитайки забраната за използване на наркотици, датираща от 1729 година.
Алармирани за намаляването на вноса на сребро и за повече от 2 милиона зависими, правителството на Цин се опитва да прекрати търговията с опиум, но усилията са напразни заради корупцията на местните власти, включително и на вицекраля на Кантон.

## Ход на военните действия
Подготвяйки се за война, през 1839 г. Великоритания се насочва първо към Хонг Конг и след бързото му превземане го използва като база. През октомври същата година Томас Коутс пристига в Гуангджоу с кораб на квакери, които отказват да търгуват с опиум. Техният капитан Смит се договаря с правителството на Кантон, като се надява всички кораби да могат да изпразнят товара си с опиум и търговията с Китай да продължи. Обаче Елиът (командващ на британската армия) нарежда да се блокира Пърл Ривър.
Войната започва на 3 ноември 1839, когато втори британски кораб – The Royal Saxon, се опитва да си пробие път към Гуанджоу. Китайските кораби откриват предупредителен огън. Официалният доклад на армията на Цин твърди, че китайските войски се опитали за защитят британския кораб и това било голяма победа. Елиът защитава всичките си 29 кораба в Чуенпех и, знаейки, че ако открие огън, те ще бъдат атакувани, нарежда всички кораби да напуснат Чуенпех и да се насочат към Тунг Ло Ван.
През юни 1840 г. група от 15 кораба, пълни с войници, 4 военни кораба и 25 по-малки съда с почти 4000 души войска, достигат Гуангдонг от Сингапур. Войниците са водени от Джеймс Бремър. Той поискал от правителството на Цин компенсация за Великобритания заради причинените загуби от прекъснатата търговия. Правителството отказва и тогава британците атакуват. Устието на Пърл Ривър е силно защитавано от комисаря Линк, затова британците се спускат на север до Хиамен.
През следващата 1841 г. британците окупират Боуг фортс, който пази устието на Пърл ривър – водния път между Хонг Конг и Гуангджоу. През януари 1841 г. британските сили разбиват китайците край НЦинбо и военната им база в ЧЦинхай.
През средата на 1842 г. британците печелят победа над китайците и край устието на тяхна друга голяма търговска столица – Йангтзе, и окупират Шанхай.
Правителството на Цин показва безсилие да се справи със Западните сили нито политически, нито с военна артилерия. Войната завършва през август 1842 с подписването от Китай на първия „неравен договор“ – Договора на Нинджи. Генерал Антъни Страншам, предвождал британските войски през Опиумната война като младши офицер, е награден от кралица Виктория.

## Резултат
Успехът от войната позволява на Великобритания да продължи трафика на опиум в Китай и отворя пътищата към изгодния китайски пазар.